# Tachyoryctes daemon
Tachyoryctes daemon es una especie de roedor de la familia Spalacidae.

## Distribución geográfica
Se encuentra en Kenia y Tanzania.

## Hábitat
Su hábitat natural son: zonas subtropicales o tropicalessabanas, a gran altitud, pastizales, y tierras de cultivo.